# Idel-Oural

L'Idel-Oural au centre du district fédéral de la Volga.

L'Idel-Oural (en tatar Идел-Урал, en russe Идель-Урал), est une région historique d'Europe de l'Est, située dans l'actuelle Russie, et dont le nom signifie littéralement Volga-Oural en langue tatare. La variante russe fréquemment utilisée est Volgo-Ouralye (Волго-Уралье). Le terme Idel-Oural est souvent utilisé pour désigner les six républiques de cette région : Bachkortostan, Tchouvachie, Mari El, Mordovie, Tatarstan et Oudmourtie ; et ce notamment dans la littérature en langue tatare ou dans le contexte de l'étude des langues et nations minoritaires.
L'Idel-Oural se situe au centre du district fédéral de la Volga (Поволжье, Povoljye). Les principales religions de la région sont l'Islam et le christianisme orthodoxe.

## Histoire
Avant d'être conquise par le tsarat de Russie au XVIe siècle, la région était dominée par des tribus indigènes ouraliennes et une succession d'empires dirigés par les peuples Turcs, tels que la Bulgarie de la Volga, les khanats khazars, la Horde d'Or, ou le Khanat de Kazan. Au moment de la mort de Pierre le Grand, au début du XVIIIe siècle, la région comptait environ un million d'habitants, dont environ la moitié étaient des Tatars, des Tchouvaches et des Bachkirs.

## Les six Républiques de l'Idel-Oural
| République           | Population | Langues principales   | Capitale    | Religions majoritaires   |
| -------------------- | ---------- | --------------------- | ----------- | ------------------------ |
| Bachkirie            | 4 051 005  | Bachkir, russe, tatar | Oufa        | Islam, orthodoxie        |
| République des Maris | 676 351    | Mari, russe           | Iochkar-Ola | Orthodoxie, islam, marla |
| Mordovie             | 807 463    | Mokcha, erzya, russe  | Saransk     | Orthodoxie, islam        |
| Oudmourtie           | 1 565 583  | Russe, oudmourte      | Ijevsk      | Orthodoxie               |
| Tatarstan            | 4 000 084  | Russe, tatar          | Kazan       | Islam, orthodoxie        |
| Tchouvachie          | 1 311 856  | Tchouvache, russe     | Tcheboksary | Orthodoxie               |

## Voir également
- État d'Idel-Oural
- Mouvement d'indépendance de l'Idel-Oural (en)
- Légion des Tatars de la Volga (en) (Légion Idel-Oural)

## Lectures complémentaires
- Frank, « Historical Legends of the Volga-Ural Muslims concerning Alexander the Great, the City of Yelabuga, and Bāchmān Khān », Revue des mondes musulmans et de la Méditerranée, vol. 89-90, nos 89–90,‎ 2000, p. 89–107 (DOI 10.4000/remmm.274, lire en ligne) - Includes an abstract in English and an abstract in French. The French title is "Légendes historiques des musulmans de la région Volga-Ural concernant Alexandre le Grand, la ville de Yelabuga, et Bāchmān Khān."